# Pablo Casacuberta
Pablo Casacuberta (Montevideo, 1969) es un escritor, artista visual, músico y cineasta uruguayo.

## Biografía
Casacuberta ha publicado cerca de diez obras de ficción y ha ganado el Premio Nacional de Literatura de Uruguay en 1996 y en 2019. En 2007 fue elegido como uno de los 39 jóvenes escritores más prometedores de América Latina bajo la rúbrica de Bogotá39. Su obra ha sido traducida al francés y al croata.
Casacuberta se formó como artista en Sheffield, y sus obras han sido expuestas en Nueva York, Barcelona, Buenos Aires, Yokohama y Venecia. Empezó su carrera como diseñador gráfico antes de pasar a la televisión y el cine. Ha recibido un premio Clio, ha sido nominado al Grammy Latino y ha dirigido escenas de segunda unidad para directores de renombre como Alfonso Cuarón, Alejandro González Iñárritu y Terrence Malick. Codirigió un largometraje experimental, Another George (1998) en colaboración con Yukihiko Goto. Dirigió y fue coguionista del documental Clemente, los aprendizajes de un maestro (2018), el cual fue ampliamente valorado por la crítica.
También es músico, publicando un álbum de composiciones instrumentales en 2014 titulado Historia natural de la belleza y otras piezas bailables.

## Obras

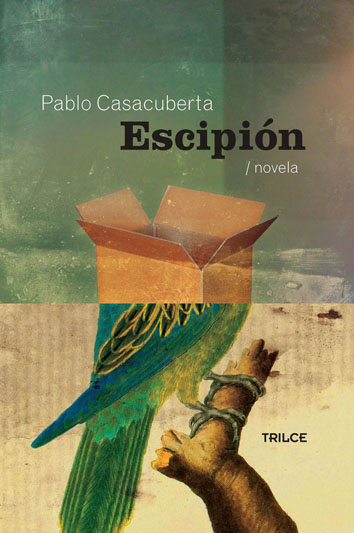
Portada de la novela Escipión, de Pablo Casacuberta.

- 1995,  La máquina roja
- 2000,  El mar
- 2001,  Una línea más o menos recta
- 2002,  Aquí y ahora
- 2007,  Persona
- 2007,  Apariciones
- 2008,  Escipión
- 2016,  Ici et maintenant
- 2019,  Un santé de fer